# 節分会はだか祭り

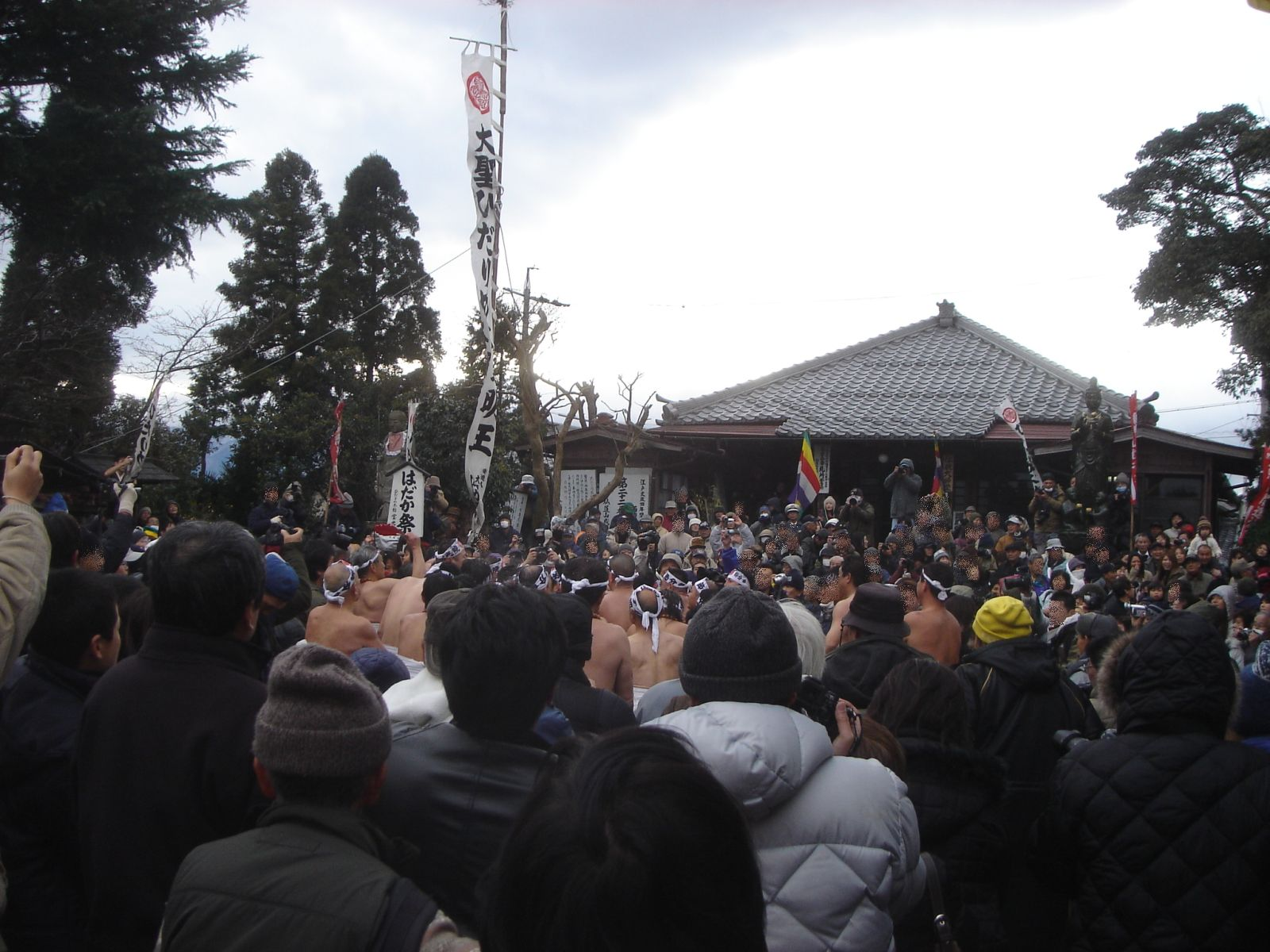
節分会はだか祭（2008年）

節分会はだか祭り（せつぶんかいはだかまつり）は、岐阜県大垣市にある宝光院（左目不動）にて行われる裸祭りである。
宝光院節分会はだか祭りあるいは左目不動節分会はだか祭りとも呼ばれる。
毎年2月3日の節分に行われる健康祈願などの開運、厄除け行事で、厄年を迎える男性が「宝光院裸祭」と書かれた六尺ふんどしを身に着け川を渡り厄を落とす。川を渡るのは、冬の川を渡るのを人生の苦難を乗り切ることに喩えている。

## 祭りの流れ
- 午前8時より終日 - 大般若祈祷
- 午前10時より - 豆打式（小袋入りの豆まき）全10回
- 午後1時30分 - 裸祭り始祭。「宝光院裸祭」と書かれた六尺ふんどしを身に着けた男性が境内に現れる。宝光院近辺を掛け声を上げながら走りもみ合う。これが2回繰り返される。
- 午後2時30分 - 宝光院南方100mにある杭瀬川で「みそぎ川渡り」。男性が川幅約20mを渡りきり
- 午後3時 - 男性衆が境内に戻り。厄男から選ばれた心男（しんおとこ）と副心男を担ぎ練り歩く心男遷座。
- 午後3時 - 男性衆の中に俵が投げ込まれる。俵には利剣木（白い布で包まれ赤い紐括ってある木の棒）が入れてあり、それを奪い合う福徳利剣木授与が行われる。

## 参加資格
当日の一般参加も可能で、参加希望者は近くの詰所で記帳、福袋と「左目不動不動宝光院節分会」と書かれた鉢巻き、「宝光院裸祭」と書かれた六尺ふんどしが授けられる。白足袋と腹巻き用さらしは各自持参。社務所で昼食が振る舞われ、昼食後はふんどしを締め、酒を飲み待機する。

## 交通アクセス
- 養老鉄道養老線友江駅より徒歩15分
- 名阪近鉄バス大垣野口線「野口（宝光院）」バス停下車。
  - 毎年、節分会はだか祭り当日（2月3日）のみ、大垣駅より運行（季節運行）される路線。